# Евграфовка (Курская область)
Евграфовка — село в Касторенском районе Курской области России. Входит в состав Алексеевского сельсовета.

## География
Село находится в восточной части Курской области, в лесостепной зоне, в пределах юго-западной части Среднерусской возвышенности, на берегах реки Вшивки, на расстоянии примерно 8 километров (по прямой) к юго-западу от посёлка городского типа Касторное, административного центра района. Абсолютная высота — 191 метр над уровнем моря.
Климат
Климат характеризуется как умеренный, со среднегодовой температурой воздуха +5,1 °C и среднегодовым количеством осадков 547 мм.
Часовой пояс
Село Евграфовка, как и вся Курская область, находится в часовой зоне МСК (московское время). Смещение применяемого времени относительно UTC составляет +3:00.

## Население
| 1859 | 2002 | 2010 |
| ---- | ---- | ---- |
| 398  | ↘57  | ↘31  |

Гендерный состав
По данным Всероссийской переписи населения 2010 года в гендерной структуре населения мужчины составляли 35,5 %, женщины — соответственно 64,5 %.
Национальный состав
Согласно результатам переписи 2002 года, в национальной структуре населения русские составляли 98 % из 57 чел.

## Улицы
Уличная сеть села состоит из двух улиц (ул. Заречная и ул. Труда).